# Państwowy Komitet Planowania ZSRR
Państwowy Komitet Planowania ZSRR (Госуда́рственный пла́новый комите́т Совета Министров СССР – Госпла́н СССР) – powszechnie znany jako Gosplan (ros. Госплан, wymawiane [ɡɐsˈpɫan]), był organem odpowiedzialnym za centralne planowanie gospodarcze w Związku Radzieckim.
Założony w 1921 r., Gosplan miał za swoje główne zadanie tworzenie i administrowanie serią pięcioletnich planów gospodarczych określających kierunki rozwoju gospodarki ZSRR. Istniał, aż do rozpadu Związku Radzieckiego w 1991 r.

## Historia

### Tło gospodarcze
Czas rewolucji październikowej i następującej po niej rosyjskiej wojny domowej był okresem rzeczywistego załamania gospodarczego. Produkcja i dystrybucja niezbędnych towarów zostały poważnie nadwerężone. Fabryki zostały zamknięte, a duże miasta, takie jak Piotrogród, zostały wyludnione. Mieszkańcy miast powrócili na wieś, aby ubiegać się o miejsce w redystrybucji ziemi. Dzięki powrocie na wieś mogli zapobiec, brakom żywności i paliwa. Do 1919 rozwinęła się hiperinflacja, która jeszcze bardziej obciążyła gospodarkę.
By sprostać trudom wojny domowej wprowadzono nowy system gospodarczy nazwany komunizmem wojennym. Nowo utworzona Rada Obrony Robotników i Chłopów rządu radzieckiego zajęła się utrzymywaniem przemysłu dla Armii Czerwonej, uwikłanej w walkę z antybolszewickim ruchem Białych, wspieranych przez zagraniczną interwencję wojskową Wielkiej Brytanii, Francji, Japonii, Stanów Zjednoczonych i innych krajów.
Na wsi pod nominalnym auspicjami Ludowego Komisariatu Rolnictwa odbywały się rekwizycje żywnościowe.
W samym środku tego chaosu sama idea długoterminowego planowania gospodarczego pozostawała niezrealizowana w pierwszych latach istnienia Rosji Radzieckiej. Dopiero wygrana wojna domowa w 1920 doprowadziła bolszewików do realizacji celu regulacji gospodarki.

#### Gospodarka radziecka
W marcu 1920 Rada Obrony Robotników i Chłopów otrzymała nową nazwę i znana była od tej pory jako Rada Pracy i Obrony. Rada ta powstała jako komisja Rady Komisarzy Ludowych (Sowienarkom), na której czele stanęli sami czołowi komisarze ludowi, przedstawiciele rosyjskich związków zawodowych i szef Głównej Agencji Statystycznej. Radzie polecono ustanowienie jednego planu gospodarczego dla Rosji Radzieckiej i skierowanie prac poszczególnych Komisariatów Ludowych w celu realizacji tego planu. „Po raz pierwszy RFSRR miała organ planowania ogólnego o jasno określonych funkcjach”, jak zauważył angielski historyk Edward Carr.
Ostatecznie powołano Państwowy Komitet Planowania, zwany potocznie jako „Gosplan”. Przydzielono go jako stały podkomitet doradczy Rada Pracy i Obrony, któremu powierzono zadanie prowadzenia szczegółowych badań ekonomicznych i przedstawiania eksperckich rekomendacji dla rady.

### Ustanowienie
Gosplan został formalnie ustanowiony dekretem Sownarkomu z dnia 22 lutego 1921 Dekret Sownarkomu został wydany tego samego dnia, w którym w gazecie „Prawda” został opublikowany artykuł radzieckiego przywódcy Włodzimierza Lenina, krytykujący zwolenników „jednego planu gospodarczego” za ich „bezczynną gadkę” i „nudną pedanterię” oraz argumentujący, że plan GOELRO dotyczący narodowej elektryfikacji był „jedyną poważną pracą nad kwestią jednolitego planu gospodarczego”. Jednakże inni członkowie Sownarkomu byli przeciwni tej opinii i Lenin poniósł klęskę w sprawie ustanowienia innego podmiotu planującego w miejsce Gosplanu. Ostetecznie w ramach kompromisu łączącego misję dwóch podmiotów planujących, szef GOELRO Gleb Krżyżanowski został wyznaczony na szefa Gosplanu.

### Początki działalności
Początkowo Gosplan pełnił funkcję doradczą, a jego cały personel liczył zaledwie 34 osoby w kwietniu 1921 Osoby te zostały wybrane na podstawie wiedzy akademickiej w zakresie specjalistycznych aspektów przemysłu; tylko siedmioro z nich było członkami Partii Komunistycznej (bolszewików). Wraz z ciągłym zwracaniem się kraju ku rynkowemu systemowi produkcji w ramach Nowej Polityki Ekonomicznej (NEP), istniały ograniczenia dotyczące możliwego zakresu centralnego planowania w początkowej fazie życia instytucjonalnego Gosplanu.
Jednakże Gosplan szybko stał się przewodnim biurokratycznym obrońcą centralnego planowania i rozszerzania inwestycji w przemysł ciężki z Lew Trockim jako jednym z czołowych politycznych patronów agencji. W czerwcu 1922 nowy dekret jeszcze bardziej rozszerzył zakres kompetencji instytucji, a agencja została skierowana do tworzenia zarówno „długoterminowych”, jak i „natychmiastowych” planów produkcji. Zarządzono nawet, że Gosplan miał opiniować w sprawach proponowanych dekretów ekonomicznych i finansowych przedkładanych Radzie Komisarzy Ludowych przez różne Komisariaty Ludowe ds. Gospodarki. Następnie nastąpiła rywalizacja administracyjna między Gosplanem a Ludowym Komisariatem Finansów (Narkomfin).
Gosplan był zmuszany do częstej zmiany zamierzeń za pośrednictwem Sownarkomu, Rady Pracy i Obrony lub Komisariatów Ludowych. Dlatego obliczenia ekonomiczne agencji pozostawały w dużej mierze abstrakcyjne przez pierwszą połowę lat dwudziestych XX wieku, a pragnienia i rzeczywista polityka gospodarcza Gosplanu były w dużej mierze chaotyczne.

### Rozwój
Przez cały okres NEP-u stale utrzymywało się napięcie i rywalizacja między Narkomfin i Gosplanem. Podczas gdy Narkomfin opowiadał się za zwiększonym eksportem zbóż jako sposobem na wzmocnienie waluty poprzez równoważenie importu i eksportu. Tymczasem Gosplan był głównym orędownik taniej żywności i planowanego rozwoju przemysłu.
W 1925 r. Gosplan zaczął tworzyć roczne plany gospodarcze, znane jako „numery kontrolne” (контрольные цифры) koordynując swoje działania z Centralną Dyrekcją Statystyczną ZSRR, Ludowym Komisariatem Finansów i Radą Najwyższą Gospodarki Narodowej (WSNCh), a później z Bankiem Państwowym (Gosbank) i Państwowym Komitetem Zaopatrzenia (Gossnab).

### Plany 5-letnie
Wraz z wprowadzeniem planów pięcioletnich w 1928 Gosplan stał się odpowiedzialny za ich tworzenie i nadzór zgodnie z celami deklarowanymi przez Wszechrosyjską Partię Komunistyczną (bolszewików).
Wprowadzenie pierwszego planu pięcioletniego w 1928 doprowadziło do ponownej analizy ról Gosplanu i WSNCh, ówczesnej najwyższej państwowej organizacji zarządzania gospodarką. To ponowne zbadanie ról było wymagane, ponieważ WSNCh sam był również odpowiedzialny za planowanie za pośrednictwem Komisji Planowania Przemysłowego (Promplan). Rozpatrzenie ról było też konieczne, ponieważ wprowadzenie pierwszego planu pięcioletniego oznaczało, że rola agencji nie polegała już na prognozowaniu i opracowywaniu „danych kontrolnych”, a na nakazach działania dla poszczególnych elementów gospodarki krajowej.
W 1930 r. Dyrekcja Statystyczna została połączona z Gosplanem, a 3 lutego 1931 Gosplan został ponownie podporządkowany Sownarkom.
W maju 1955 Gosplan został podzielony na dwie komisje: Państwową Komisję ds. Planowania Zaawansowanego i Komisję Gospodarczą Rady Ministrów ds. Bieżącego Planowania. Były one odpowiednio odpowiedzialne za planowanie predykcyjne i natychmiastowe.

## Balansowanie środków produkcji
W celu zapewnienia powodzenia planu konieczne było zapewnienie, aby nakłady z jednej części gospodarki odpowiadały wynikom z innej części gospodarki. Urząd osiągał to, stosując metodologię zwaną systemem „bilansów materiałowych”. Dla okresu objętego planem (szczegółowo dla jednego roku i mniej szczegółowo dla planu pięcioletniego) sporządzano bilans pod względem jednostek materiałowych (tzn. Pieniądze nie zostały wykorzystane jako część procesu księgowego).

### Bilansowanie materiałów

#### Etap I
Pierwszym krokiem w tym procesie była ocena, ile stali, cementu, wełny itp. Będzie dostępnych w następnym roku. Obliczenia te opierano na następującym wzorze: produkcja minus eksport plus import plus lub minus zmiany zapasów.
„System planowania jako taki był dość prosty. Gosplan obliczał sumę zasobów i obiektów w kraju, ustalał priorytety ich wykorzystania i przekazywał cele dotyczące produkcji oraz alokacje dostaw różnym ministerstwom gospodarczym, a za ich pośrednictwem wszystkim branżom i przedsiębiorstwom w całym kraju. Oczywiście system miał swoje ograniczenia, w tym brak sensownych informacji o cenach i kosztach oraz trudność w rozszerzeniu planowania na wszystkie specjalne towary i przedsiębiorstwa w nowoczesnej gospodarce. Poważniejsze trudności wynikały z postaw i priorytetów wbudowanych w stalinowski system planowania. «Od samego początku»– piszą radzieccy ekonomiści Nikołaj Shmelev i Władimir Popow – «system administracyjny odznaczał się ekonomicznym romantyzmem, głębokim analfabetyzmem ekonomicznym i niesamowitą przesadą rzeczywistego wpływu, jaki „czynnik administracyjny” miał na procesy gospodarcze i na motywacje opinii publicznej».” – Robert V. Daniels

#### Etap II
Drugim krokiem było zidentyfikowanie, gdzie występują rozbieżności między poziomami produkcji jednego materiału, który był używany jako wkład w innej części gospodarki, tj. Gdzie występowały różnice między podażą a popytem w gospodarce. W przypadku stwierdzenia rozbieżności między podażą a popytem, w przypadku planu rocznego można było ograniczyć plany wykorzystania określonego materiału wejściowego lub, alternatywnie, podjąć wysiłki w celu zwiększenia podaży. W przypadku planu pięcioletniego rozbieżności między podażą a popytem można było złagodzić, modyfikując plany długoterminowe w celu zwiększenia zdolności produkcyjnej.
„Płace i emerytury zostały wyrównane w górę, praca fizyczna przekracza znacznie pracę umysłową i zawodową w wynagrodzeniu. Włoska historyczka ekonomii Rita Di Leo odkryła «kompresję różnic» i tendencje do tak zwanej pracy «produkcyjnej» (tj. Dającej wymierny efekt fizyczny) nad pracą «nieproduktywną (usługi, handel itp.)». «Taka polityka płacowa kwestionuje modernizację społeczeństwa, jego efektywność i konkurencyjność».” – Robert V. Daniels

#### Rezultaty
Przez nawet najmniejsze zmiany w planie, usunięcia rozbieżności między nakładami a produktami skutkowałoby setkami, a nawet tysiącami zmian w bilansach materiałowych. W efekcie tej bez pomocy technologii informatycznej Gosplan mógł zajmować się gospodarką tylko w bardzo ogólny sposób.
Dodatkowo nastawienie ideologiczne skutkowało nierealistycznymi planami, których nie można było zrealizować. Presja polityczna, by mimo wszystko je wykonać, powodowała powszechne fałszowanie statystyk na wszystkich poziomach raportowania. Fałszywe informacje zwrotne dotyczące realizacji planu dodatkowo spowodowały, że Gosplan przygotowywał plany jeszcze bardziej oderwane od rzeczywistości, przyczyniając się do zapaści gospodarczej ZSRR.
„Nie tylko osoby fizyczne, ale także przedsiębiorstwa państwowe angażowały się w te praktyki, często z konieczności, kiedy pozaprawne wpływy lub nielegalne działania wydawały się jedyną drogą do spełnienia wymagań planu. Roszczenia dotyczące realizacji planu, które zostały pominięte w hierarchii, stały się równie niemożliwe do uwierzenia, jak cele w następnym planie”. – Robert V. Daniels

## Dyrektorzy Gosplanu
| Imię i nazwisko                                 | Daty                    | Daty               | Premierzy ZSRR                                     |
| Imię i nazwisko                                 | Rozpoczęcie urzędowania | Koniec urzędowania | Premierzy ZSRR                                     |
| ----------------------------------------------- | ----------------------- | ------------------ | -------------------------------------------------- |
| Państwowy Komisja Planowania                    |                         |                    |                                                    |
| Gleb Krżyżanowski                               | 13.08.1921              | 11.09.1923         | Włodzimierz Lenin                                  |
| Aleksandr Ciurupa                               | 11.09.1923              | 18.11.1925         | Włodzimierz Lenin, Aleksiej Rykow                  |
| Gleb Krżyżanowski                               | 18.11.1925              | 10.11.1930         | Aleksiej Rykow                                     |
| Walerian Kujbyszew                              | 10.11.1930              | 25.04.1934         | Wiaczesław Mołotow                                 |
| Walerij Mieżłauk                                | 25.04.1934              | 25.02.1937         | Wiaczesław Mołotow                                 |
| Genadij Smirnow                                 | 25.02.1937              | 17.10.1937         | Wiaczesław Mołotow                                 |
| Walerij Mieżłauk                                | 17.10.1937              | 01.12.1937         | Wiaczesław Mołotow                                 |
| Nikołaj Wozniesienski                           | 19.01.1938              | 10.03.1941         | Wiaczesław Mołotow                                 |
| Maksim Saburow                                  | 10.03.1941              | 08.12.1942         | Józef Stalin                                       |
| Nikołaj Wozniesienski                           | 08.12.1942              | 09.01.1948         | Józef Stalin                                       |
| Państwowy Komitet Planowania                    |                         |                    |                                                    |
| Nikołaj Wozniesienski                           | 09.01.1948              | 05.03.1949         | Józef Stalin                                       |
| Maksim Saburow                                  | 05.03.1949              | 05.03.1953         | Józef Stalin                                       |
| Grigorij Kosiaczenko                            | 05.03.1953              | 29.06.1953         | Gieorgij Malenkow                                  |
| Maksim Saburow                                  | 29.06.1953              | 25.05.1955         | Gieorgij Malenkow                                  |
| Państwowa Komisja ds. Planowania Zaawansowanego |                         |                    |                                                    |
| Nikołaj Bajbakow                                | 25.05.1955              | 03.05.1957         | Nikołaj Bułganin                                   |
| Iosif Kuźmin                                    | 03.05.1957              | 10.05.1957         | Nikołaj Bułganin                                   |
| Państwowa Komisja ds. Planowania Bieżącego      |                         |                    |                                                    |
| Maksim Saburow                                  | 25.05.1955              | 25.05.1956         | Nikołaj Bułganin                                   |
| Michaił Pierwuchin                              | 25.05.1956              | 10.05.1957         | Nikołaj Bułganin                                   |
| Państwowy Komitet Planowania                    |                         |                    |                                                    |
| Iosif Kuźmin                                    | 10.05.1957              | 20.03.1959         | Nikołaj Bułganin, Nikita Chruszczow                |
| Aleksiej Kosygin                                | 20.03.1959              | 04.05.1960         | Nikita Chruszczow                                  |
| Władimir Nowikow                                | 04.05.1960              | 17.07.1962         | Nikita Chruszczow                                  |
| Wieniamin Dymszyc                               | 17.07.1962              | 24.11.1962         | Nikita Chruszczow                                  |
| Piotr Łomako                                    | 24.11.1962              | 02.10.1965         | Nikita Chruszczow, Aleksiej Kosygin                |
| Nikołaj Bajbakow                                | 02.10.1965              | 14.10.1985         | Aleksiej Kosygin, Nikołaj Tichonow, Nikołaj Ryżkow |
| Nikołaj Tałyzin                                 | 14.10.1985              | 05.02.1988         | Nikołaj Ryżkow                                     |
| Jurij Maslukow                                  | 05.02.1988              | 01.04.1991         | Nikołaj Ryżkow, Walentin Pawłow                    |